# سنت موریس (قدیس)
سنت موریس (مرگ در ۲۸۶ پس از میلاد در Agaunum نزدیک ژنف) سربازی مسیحی (به روایتی فرمانده لژیون) در ارتش روم بود که همراه با هم قطاران خود به دلیل مسیحی بودن کشته شد.

## داستان
بر اساس قدیس نگاشته ی «مصائب شهدای آگائونوم» (Passio martyrum Acaunensium: The Passion of the Martyrs of Agaunum) که در قرن ۵ میلادی نوشته شده‌است، لژیون تیبای، گروهی از سربازان مصری مسیحی بودند که توسط ماریتیوس (Mauritius) فرماندهٔ رومی برای سرکوب شورش دهقانان مسیحی در گل فرستاده شده بودند. آن‌ها حاضر به برادرکشی نشدند و به همین دلیل کل لژیون توسط رومی‌ها اعدام شدند.

## زندگی‌نامه
با توجه به مطالب قدیس‌نگاری، موریس مصری بود. وی در سال ۲۵۰ میلادی در شهر تبای (مصر باستان) متولد شد، شهری باستانی در مصر علیا که پایتخت پادشاهی نوین مصر (۱۰۷۵-۱۵۷۵ قبل از میلاد) بود. وی در منطقه تبای (اقصر) بزرگ شد.

## نگارخانه

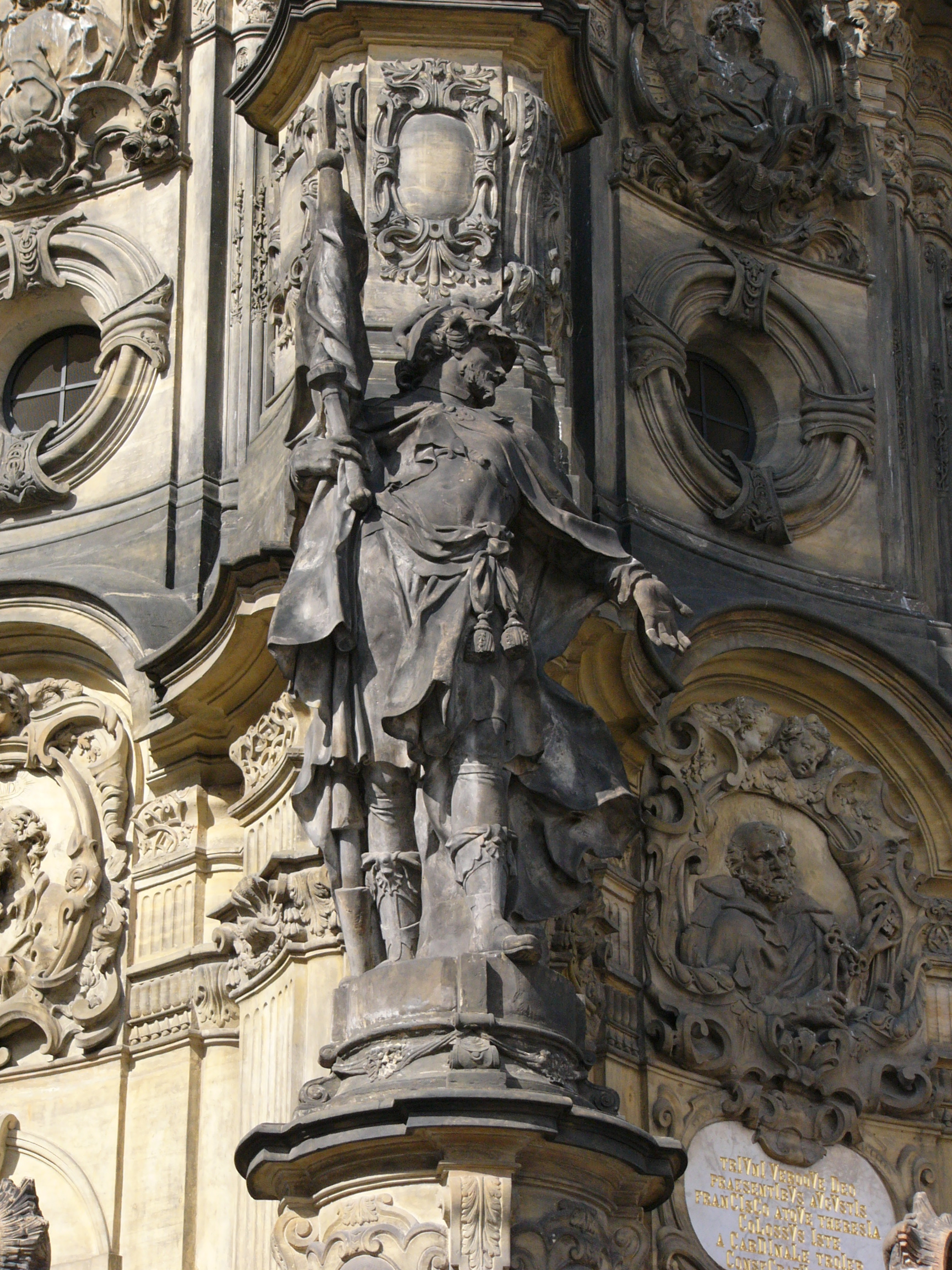
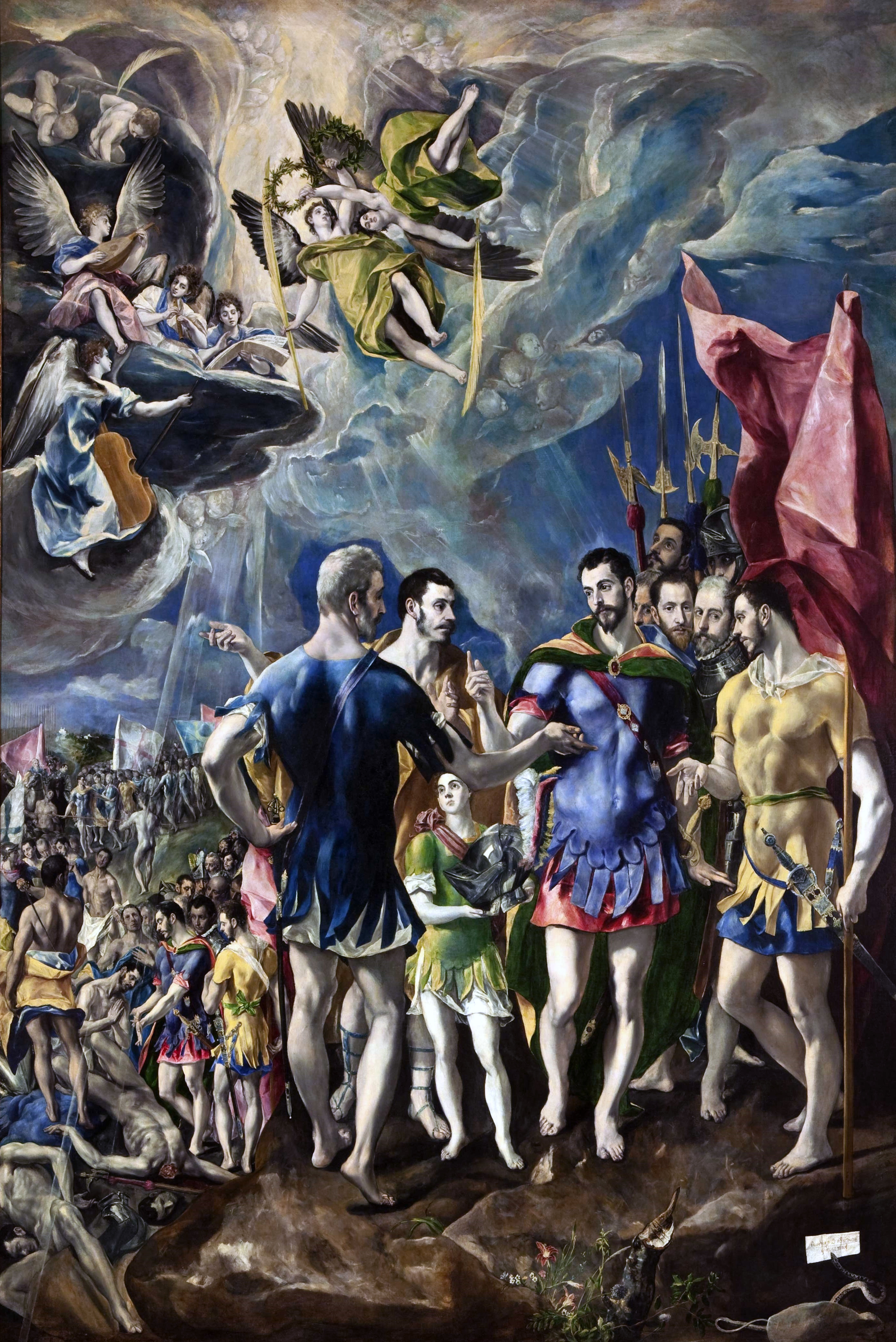
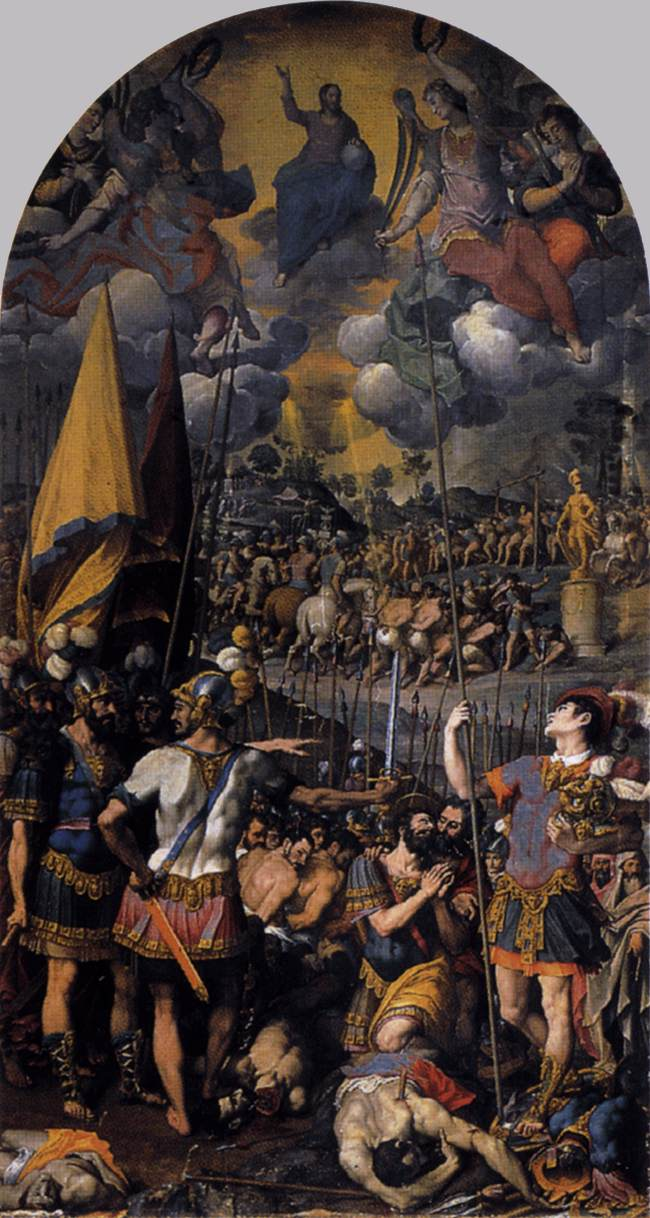
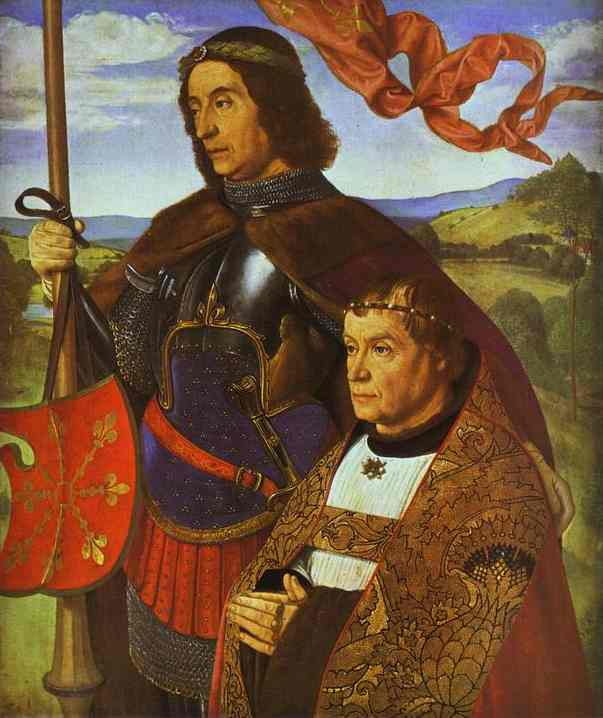
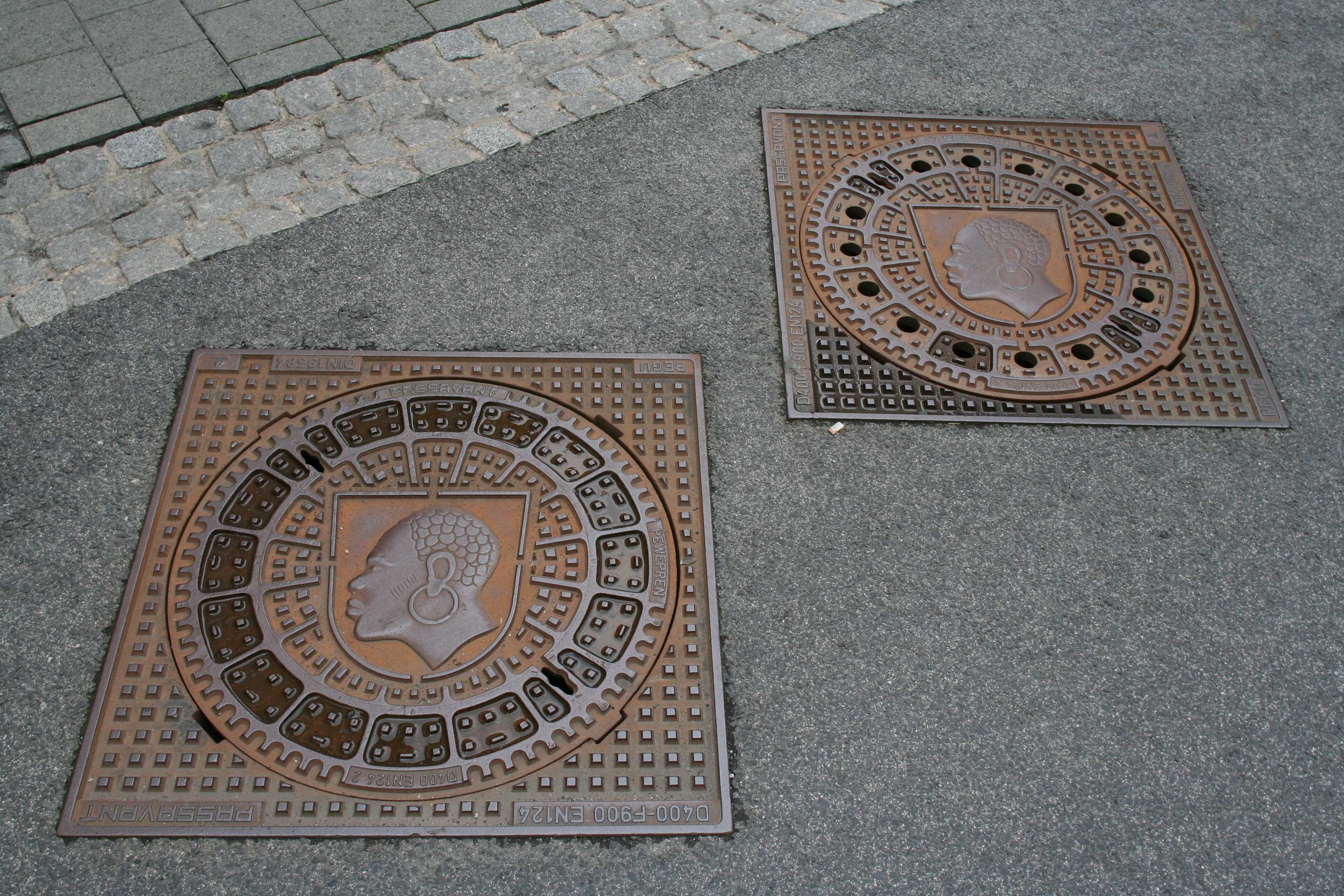
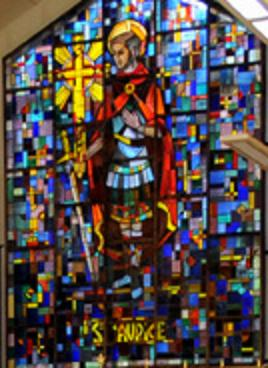
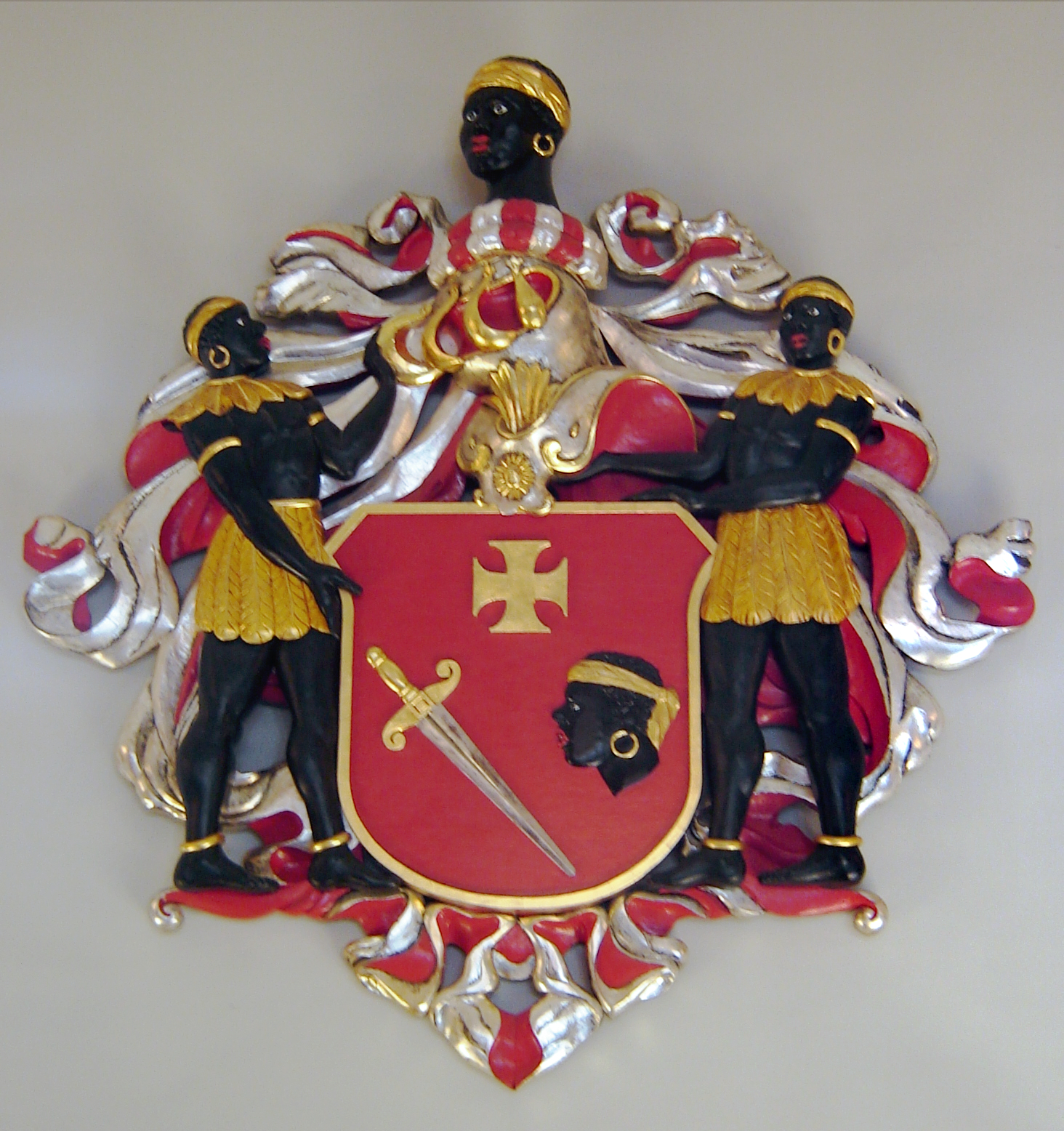